# Karl Kirchner (Mediziner)
Karl Kirchner, auch Carl Kirchner (* 28. November 1831 in Frankenstein, Provinz Schlesien; † 26. Dezember 1912 in Breslau) war ein deutscher Militärarzt.

## Leben
Der 1831 in Frankenstein in Schlesien als Sohn eines Bäckermeisters geborene Karl Kirchner war vom 18. Oktober 1852 bis zum 31. Juli 1853 Angehöriger der sog. Pépinière, der späteren Kaiser-Wilhelms-Akademie für das militärärztliche Bildungswesen, in Berlin. Warum er von dort an die Universität Breslau wechselte, ist nicht bekannt. Nach der Promotion und der Erlangung der ärztlichen Approbation 1857 trat er wieder in den preußischen Heeresdienst ein.
1858 wurde er zum Assistenzarzt, 1864 zum Stabsarzt befördert. Als Stabsarzt im Pommerschen Jägerbataillon Nr. 2 war er gleichzeitig von 1866 bis 1869 Privatdozent für Chirurgie an der Universität Greifswald. 1869 wurde er als Oberstabs- und Regimentsarzt des 1. Schlesischen Dragoner-Regiments Nr. 4 nach Lüben bei Liegnitz versetzt.
Er nahm am Krieg gegen Österreich 1866 und am Krieg gegen Frankreich 1870/71 teil. 1882 wurde er zum Oberstabsarzt 1. Klasse befördert und als Regimentsarzt des Leib-Kürassier-Regiments Nr. 1 nach Breslau versetzt. Damit verbunden war auch die Stellung als Divisionsarzt der 11. Division. 1892 schied er unter Verleihung des Charakters als Generalarzt 2. Klasse aus dem aktiven Militärdienst aus und führte seine Privatpraxis in Breslau weiter, die er auch schon während seiner aktiven Dienstzeit gehabt hatte. Er war zudem Träger des Roten Adlerordens 4. Klasse mit Schwertern.
Er starb am 26. Dezember 1912 in seinem Haus in Breslau, Kaiser-Wilhelm-Straße 118. Seine Söhne wurden beide Juristen.

## Werk
Kirchner veröffentlichte 1869 ein umfangreiches Lehrbuch der Militär-Hygiene. Eine zweite Auflage erschien 1878. Dieses Werk ist heute noch von Bedeutung, weil es Einblicke in die Verhältnisse bei der preußischen, aber auch Armeen anderer Staaten (England, Frankreich, Nordamerika, Russland) in der Zeit vor und kurz nach dem Deutsch-Französischen Krieg 1870/71 bietet.
Von September 1870 bis März 1871 war Kirchner Chefarzt des im Schloss Versailles eingerichteten preußischen Feldlazaretts. Über diese Tätigkeit verfasste er 1872 einen „Ärztlichen Bericht“, der neben einer Zusammenfassung seiner ärztlichen und administrativen Tätigkeit auch kurze Beschreibungen von 220 Verwundetenfällen enthält.

## Veröffentlichungen
- Lehrbuch der Militär-Hygiene, Erlangen: Ferdinand Enke, 1869, ²1878 (Digitalisat)
- Aerztlicher Bericht über das königlich preussische Feld-Lazareth im Palast zu Versailles während der Belagerung von Paris vom 19. September bis 5. März 1871 / von seinem Chefarzte Dr. C. Kirchner, Erlangen: Ferdinand Enke, 1872